# Dépendance (Buffy)
Pour les articles homonymes, voir Dépendance.
Dépendance est le 10e épisode de la saison 6 de la série Buffy contre les vampires.

## Résumé
Buffy se réveille dans une maison en ruines aux côtés de Spike et se remémore leur nuit de passion. Elle se dispute ensuite avec le vampire et rentre chez elle, tout comme Willow et Amy qui se sont amusées avec leurs pouvoirs magiques toute la nuit. La première sorcière est vidée de son énergie magique à cause de l'utilisation intensive qu'elle en a faite. Amy l'emmène voir Rack, un sorcier puissant qui connaît des moyens pour en récupérer rapidement. Ce dernier les recharge en magie au cours d'une expérience similaire à une prise de drogue dans le genre de l'héroïne. Le soir suivant, Willow doit emmener Dawn au cinéma. Mais, devenue dépendante à la suite de son expérience magique avec Rack, elle retourne le voir et laisse Dawn l'attendre seule. Buffy apprend par Amy que Willow est retournée voir Rack et, inquiète pour Dawn, demande l'aide de Spike pour trouver où vit le sorcier. 
Pendant ce temps, Willow, en train de planer, finit, après plusieurs heures, par sortir. Elle se moque de Dawn qui lui fait des reproches. Elles sont toutes deux attaquées par un démon nommé Mandraz qui prétend avoir été invoqué par Willow. Elles prennent la fuite en voiture, mais ont un accident. Dawn a le bras cassé et est à nouveau attaquée par le démon, mais est sauvée par l'arrivée de Buffy et Spike. Willow se confond en excuses en larmes, mais Dawn la gifle et Buffy lui fait de sévères réprimandes. De retour chez les Summers, Willow annonce son intention d'arrêter toute forme de magie et commence à ressentir les premiers effets de l'état de manque.

## Statut particulier
Cet épisode est centré sur Willow et son addiction à la magie. Noel Murray, du site The A.V. Club, évoque un épisode « maladroit mais non sans mérite », avec d'un côté « la comparaison ringarde du comportement de Willow avec celui d'une droguée » et « la résistance continuelle de Buffy à son désir pour Spike qui commence à sembler forcée » et d'un autre côté « les scènes percutantes impliquant Dawn » et « l'émouvant cœur du dilemme de Willow ». Pour les rédacteurs de la BBC, l'épisode est « décevant », malgré des « effets spéciaux impressionnants », en raison de ses « messages trop simplistes », de l'absence d'humour et de « l'analogie maladroite entre magie et drogue ». Pour Mikelangelo Marinaro, du site Critically Touched, qui lui donne la note de C-, l'épisode « réussit formidablement » dans tout ce qui concerne les interactions entre Buffy et Spike mais, à l'exception de la dernière scène entre Willow et Buffy, il échoue pour toute la partie concernant Willow en en faisant « beaucoup trop » dans son analogie avec la drogue et en réduisant son problème à un « abus de magie » alors qu'il est plus vaste et concerne « le contrôle et le pouvoir », cette erreur n'étant corrigée qu'en fin de saison.

## Musique
- Laika : Black Cat Bone

## Distribution

### Acteurs et actrices crédités au générique
- Sarah Michelle Gellar : Buffy Summers
- Nicholas Brendon : Alexander Harris
- Emma Caulfield : Anya Jenkins
- Michelle Trachtenberg : Dawn Summers
- James Marsters : Spike
- Alyson Hannigan : Willow Rosenberg

### Acteurs et actrices crédités en début d'épisode
- Elizabeth Anne Allen : Amy Madison
- Jeff Kober : Rack
- Amber Benson : Tara Maclay